# Noces (Albert Camus)
Pour les articles homonymes, voir Les Noces.
Pour un article plus général, voir Philosophie d'Albert Camus.
Noces est un recueil de quatre textes à caractère autobiographique écrits par Albert Camus en 1936 et 1937.
Ce recueil d'essais, « au sens exact et limité du terme », est publié en 1938 à quelques exemplaires, puis en 1939 chez Edmond Charlot à Alger, et en 1950 chez Gallimard. Chez Gallimard, il paraît également en 1959 suivi de L'Été, un recueil d'essais datés de 1939 à 1953, placés dans l'ordre chronologique,,.
Partant de l'Algérie natale de l'auteur, l'ouvrage traduit les réflexions et l'état d'esprit du jeune homme qu'il était alors. Le plus connu des quatre textes est Noces à Tipasa qui exalte la nature sous le soleil et la mer, dont sont souvent extraites les citations de l'auteur, relatives à cette époque.

## Composition du recueil

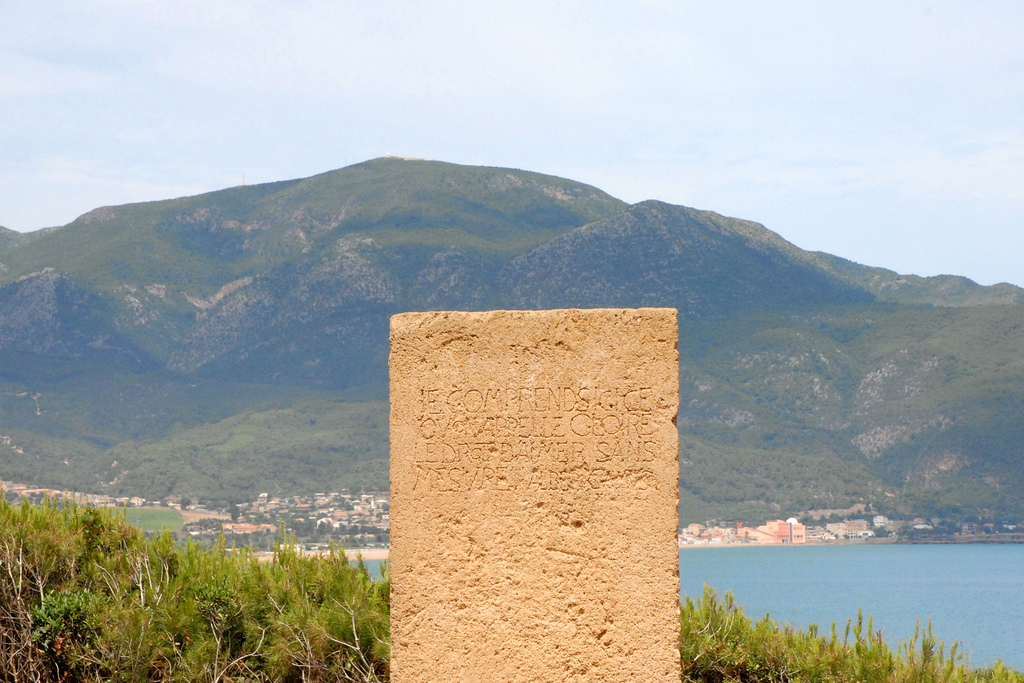
Stèle à Tipaza sur laquelle est gravé un extrait des Noces à Tipasa : Je comprends ici ce qu'on appelle gloire : le droit d'aimer sans mesure.

- Noces à Tipasa : Tipaza avec ses ruines romaines et la Méditerranée en contrebas, « célèbre les noces de l'homme avec le monde » ;
- Le Vent à Djemila : les ruines de Djemila juchées sur un éperon rocheux. Le soleil est toujours là mais avec « le grand silence lourd » et la présence obsédante du vent ;
- L'Été à Alger, dédié à Jacques Heurgon : la vie des Algérois l'été, avec la mer et le soleil ; l'homme même dans la pauvreté se sent comblé ;
- Le Désert, dédié à Jean Grenier : le voyage de Camus en Toscane.

Camus y exalte ses sentiments, sa joie bien sûr dans l'exaltation de la promenade à Tipasa car « le monde est beau, et hors de lui, point de salut », une beauté qui se traduit par cette définition du bonheur : « Qu'est-ce que le bonheur sinon l'accord vrai entre un homme et l'existence qu'il mène ». Même les périodes les plus difficiles à vivre peuvent être transcendées et il pense qu'« une certaine continuité dans le désespoir peut engendrer la joie », ce qui l'amène à conclure que « l'espoir, au contraire de ce qu'on croit, équivaut à la résignation. Et vivre, c'est ne pas se résigner ».